# Рястка Буше
Ря́стка Буше́ (Ornithogalum boucheanum) — багаторічна рослина родини холодкових. Вид занесений до Червоної книги України у статусі «Неоцінений». Медоносна і декоративна культура.

## Опис

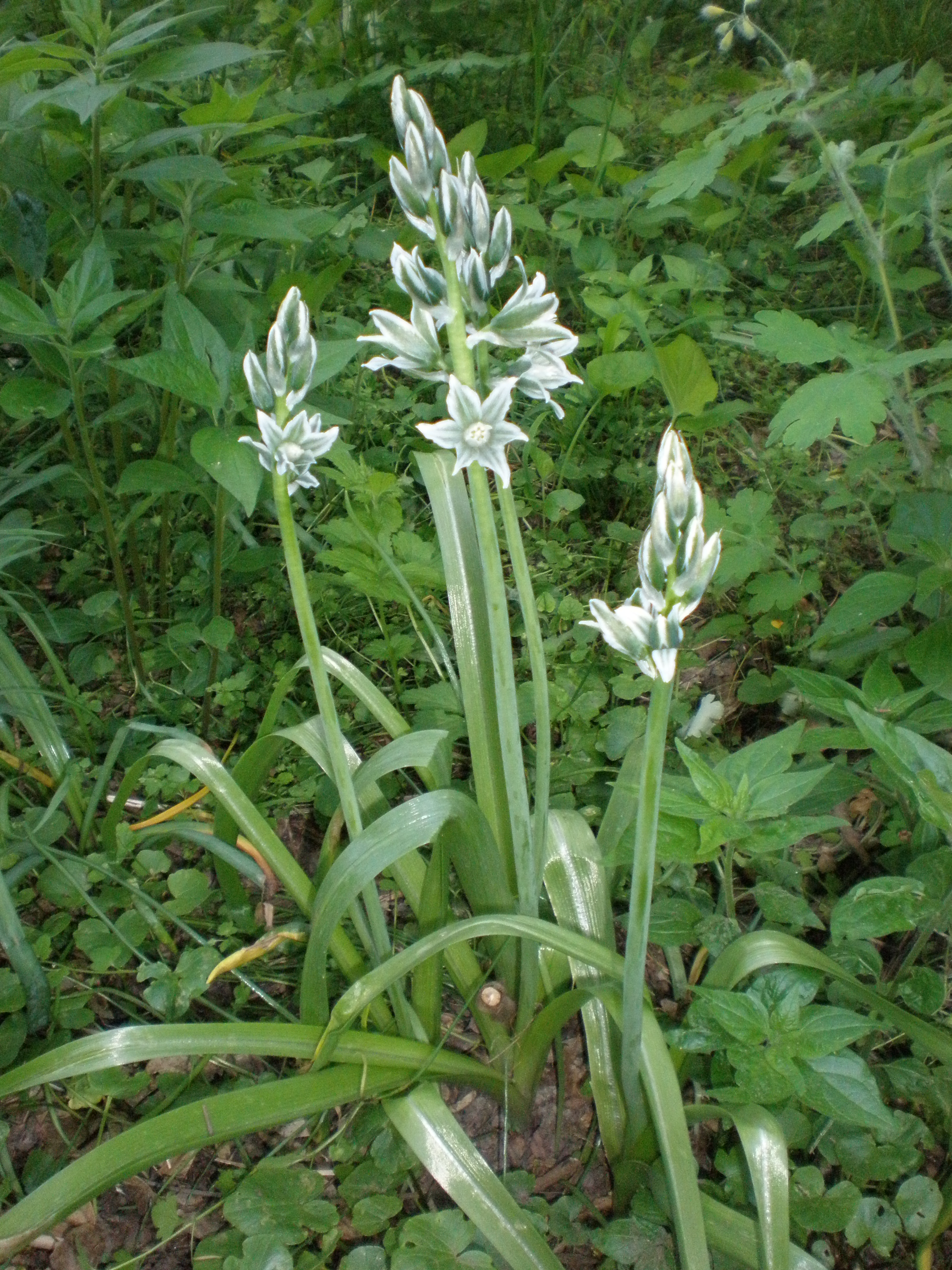
Початкова стадія відмирання листків

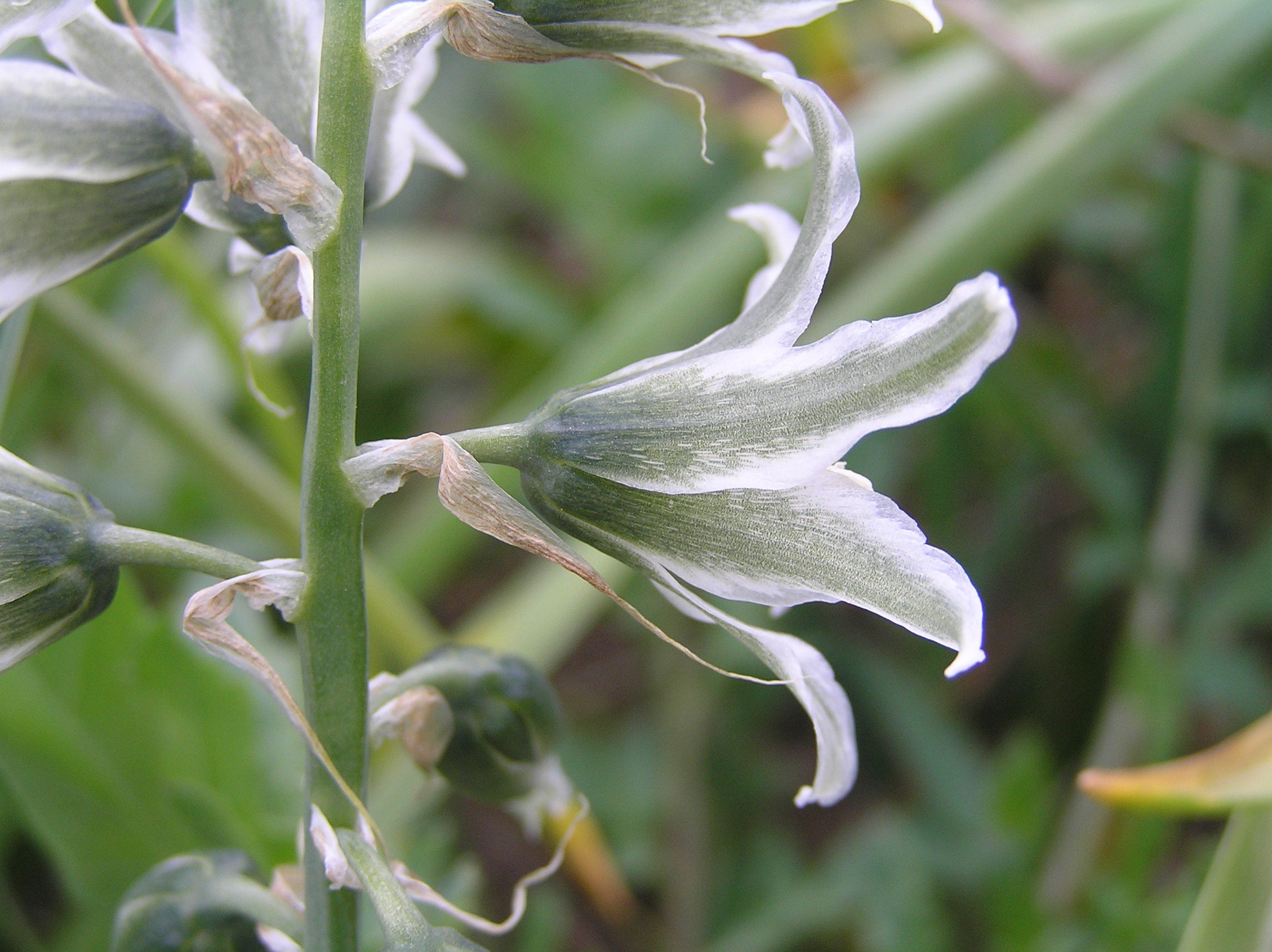
Вигляд квітки збоку

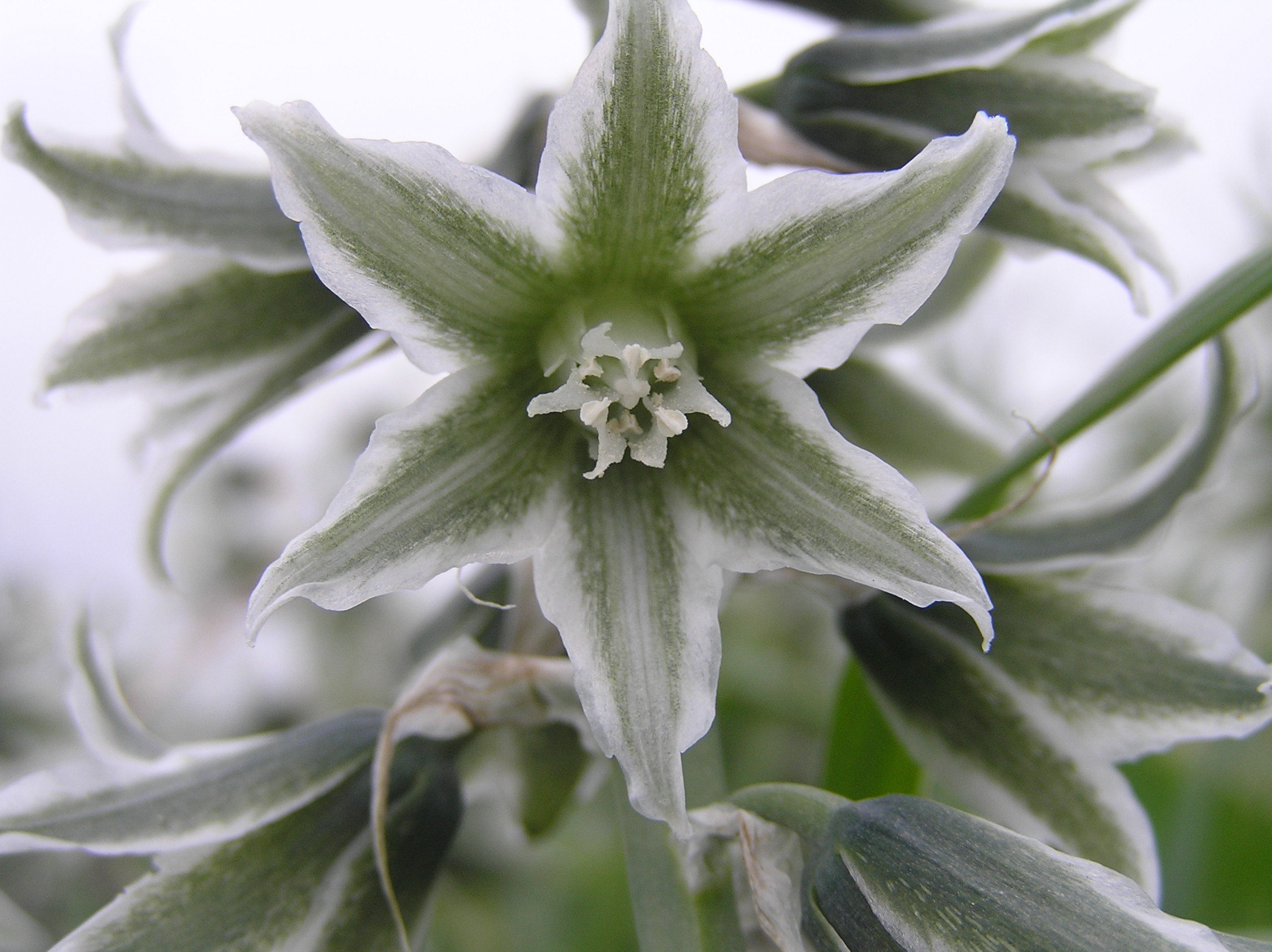
Вигляд квітки спереду

Трав'яниста рослина заввишки 10-50 см, геофіт, геміефемероїд. Цибулина яйцеподібна, коричнева. Стебло відсутнє. Листки зібрані в розетку по 2-6 штук, вони лінійні, жолобчасті, з поздовжньою білою смугою, на верхівці стягнуті в ковпачок. Їх довжина дорівнює довжині квітконоса, ширина становить 1-2 см; на початку цвітіння листки відмирають.
Квітконіс прямостоячий, голий. Суцвіття — видовжена, асиметрично-однобічна китиця, що складається з 5-20 квіток. Приквітки довші від квітконіжок, сухі, плівчасті. Квітки 2-2,5 см завдовжки, до 5 см завширшки, дзвоникуваті, пониклі. Листочки шестичленної оцвітини 20-25 мм завдовжки, видовжено-ланцетні, загострені, зсередини білі, ззовні зеленкуваті, з білою облямівкою. Тичинок 6, тичинкові нитки пелюсткоподібно розширені, на верхівці з двома зубцями, які у внутрішніх тичинок дорівнюють або перевищують пиляки, а у зовнішніх — коротші. Крім того, внутрішні тичинки мають поздовжній киль. Плід — поникла, овальна, невиразно шестигранна коробочка. Насінини яйцеподібні, коричневі.

## Екологія
Вид помірно посухостійкий, досить тіньовитривалий, віддає перевагу вологим ділянкам, що пересихають влітку. Росте у байрачних і заплавних лісах, на галявинах, узліссях, по балках (на дні та придонних ділянках), вологих луках, у світлих штучних насадженнях. Найчастіше місця зростання приурочені до річкових долин, інколи рястка Буше може траплятися на рудеральних (засмічених) ділянках. Рослина полюбляє слабогумусовані, кам'янисті або глинистопіщані, помірно кислі ґрунти.
Розмножується насінням та вегетативно. Цвітіння триває з квітня по травень, запилюється комахами. Плодоносить у червні-липні, насіння розповсюджується саморозкиданням (автохорія). Щорічно рослини утворюють по 5-6 дочірніх цибулинок, а старі цибулини замінюються кожні 3-4 роки. Завдяки вегетативному розмноженню рястка Буше утворює невеличкі за площею клони.

## Поширення
Ареал виду охоплює Атлантичну і Середню Європу, Балкани, Молдову, Малу Азію, Росію. В останній країні поширення обмежене кордонами Ростовської області, де вид приурочений до пониззя Дону та схилів Донецького кряжу; в Передкавказзі знахідки не підтвердженні. У деяких районах Центральної Європи особини з квітників здичавіли й натуралізувалися.
В Україні рястка Буше трапляється переважно у причорноморських степах, а також на півдні лісостепової зони. Ізольовані осередки знайдені також у Закарпатській області. Ймовірне зростання цього виду в Криму.

## Значення і статус виду
Популяції скорочуються через пряме винищення рослин, спричинене розорюванням степів, зриванням квітів на букети, викопуванням цибулин, випасанням худоби, витоптуванням, проведенням меліораційних робіт. Рястка Буше охороняють в Чорноморському, Українському степовому, Дніпровсько-Орільскому, Дунайському, Луганському заповідниках, національному парку «Святі Гори». За межами України вид охороняється в Росії, де занесений до Червоної книги Ростовської області.
Рястка Буше відома в культурі з XIX сторіччя. Її вирощують з демонстраційною і охоронною метою переважно в ботанічних садах, але цей вид також можна застосовувати в аматорському садівництві. Насадження цього виду стійкі, легко дають самосів.

## Синоніми
- Honorius boucheanus (Kunth) Holub
- Hyacinthus boucheanus (Asch.) E.H.L.Krause
- Myogalum boucheanum Kunth
- Ornithogalum nutans subsp. boucheanum (Kunth) K.Richt.[1]